# Tamires
Tamires Cássia Dias Gomes, zumeist nur Tamires oder in Dänemark Tamires de Britto genannt (* 10. Oktober 1987 in Caeté), ist eine brasilianische Fußballnationalspielerin.

## Karriere

### Verein
Tamires hat ihre Karriere in der Jugend des CA Juventus in São Paulo begonnen. Mit achtzehn ist sie zum Santos FC gewechselt, mit dem sie 2006 die zweite und letzte Ausgabe der Liga Nacional de Futebol Feminino und 2007 die Staatsmeisterin von São Paulo gewonnen hat. 2008 spielte sie für ein Jahr in der nordamerikanischen USL W-League für die Charlotte Lady Eagles. Danach ist sie zu Ferroviária gewechselt, hat hier aber ihre Karriere für längere Zeit unterbrochen. 2011 heuerte sie in ihrer Heimat bei Atlético Mineiro an, mit dem sie die Staatsmeisterschaft von Minas Gerais gewinnen konnte. Im selben Jahr hat sie ihren Sohn Bernardo geboren.
Zur Saison 2013 ist Tamires bei der AD Centro Olímpico wieder vollzeitaktiv geworden und hat mit ihr die erste nationale Meisterschaft Brasiliens gewonnen, wofür sie in zwölf Spielen acht Tore beigesteuert hat. In der Staatsmeisterschaft 2014 erzielte sie sieben Treffer in zehn Einsätzen und in der nationalen Meisterschaft 2014 drei Treffer in neun Einsätzen.
Im Spätjahr 2015 ist Tamires zum dänischen Fortuna Hjørring nach Europa gewechselt, mit dem sie am 21. Mai 2016 nach einem 3:1-Finalsieg über den Brøndby IF den dänischen Pokal gewinnen konnte. Nach vier mit je zweit Meistertiteln und Pokalsiegen erfolgreich gestalteten Jahren in Dänemark gab Tamires am 27. Juni 2019 ihr neues Engagement beim SC Corinthians in São Paulo bekannt.

### Nationalmannschaft
Seit 2013 gehört Tamires dem Kader der brasilianischen Frauennationalmannschaft an, für die sie am 22. September 2013 beim Valais Cup in der Schweiz bei der 0:1-Niederlage gegen Neuseeland ihr Debüt gegeben hat. Bei ihrem zweiten Einsatz gegen die Auswahl von Mexiko hat sie ihr erstes Länderspieltor erzielt. Ihre größten Erfolge mit der Nationalmannschaft waren 2014 der Gewinn der Südamerikameisterschaft in Ecuador und 2015 der Sieg im Frauenfußballturnier der XVII. Panamerikanischen Spiele in Kanada. Bei der Weltmeisterschaft 2015 schied sie mit der Seleção Feminina im Achtelfinale aus. Ein Jahr später belegte sie bei den XXXI. Olympischen Spielen in Rio de Janeiro den vierten Platz. Bei der Weltmeisterschaft 2019 in Frankreich kam Tamires bei allen vier Spielen bis zum erneuten Achtelfinalaus der Brasilianerinnen zum Einsatz.
Im Juli 2024 reiste Tamires mit der Auswahl als Teil des Olympiakaders nach Paris. Insgesamt bestritt sie bei den Spielen drei von sechs möglichen Einsätzen, welche sie ins Finale und zum Gewinn der Silbermedaille führten. Davon stand sie zwei Mal in der Startelf.

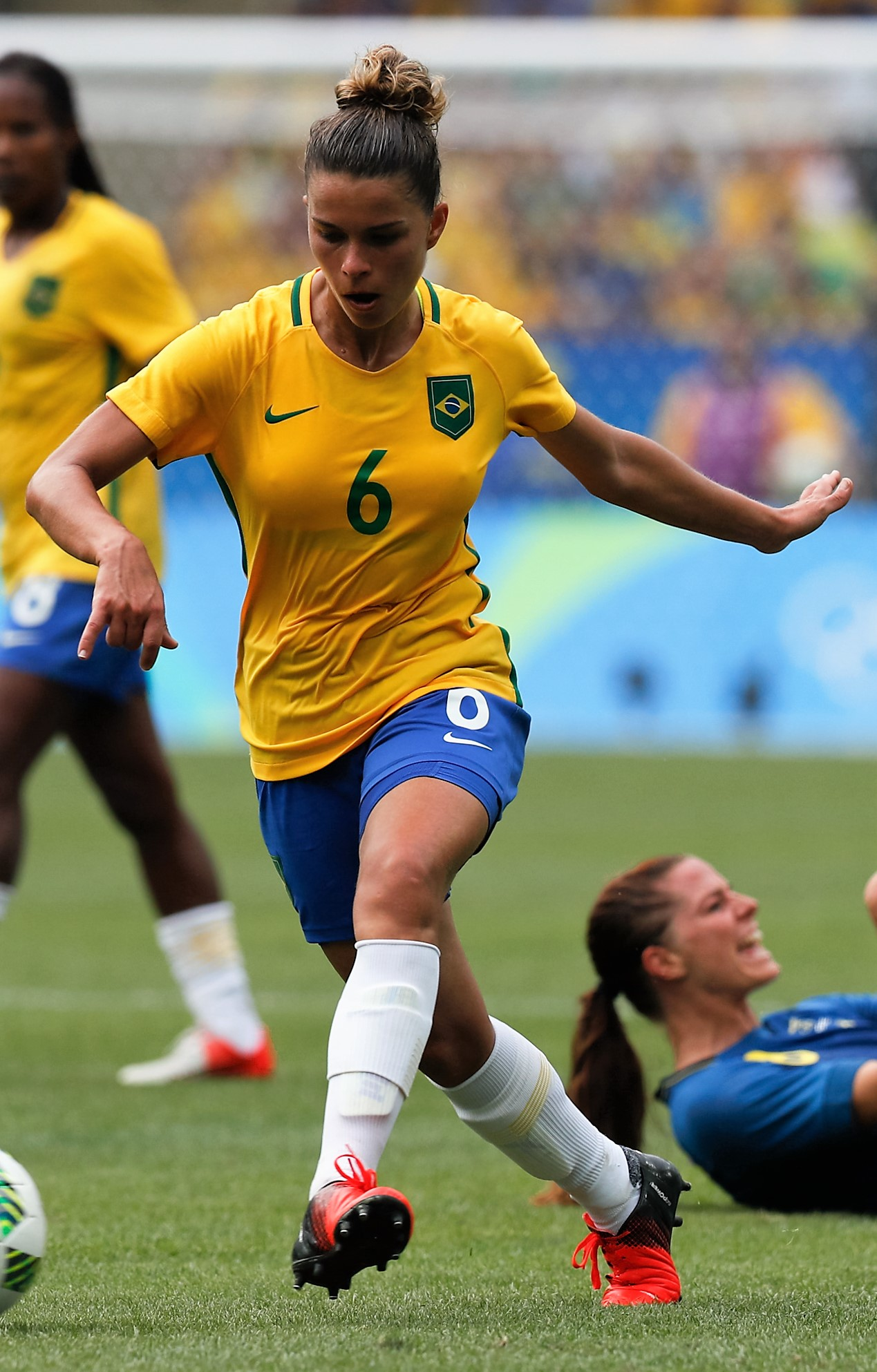
Tamires im Halbfinale der Olympischen Spiele 2016

| Länderspieltore |       |            |              |             |       |          |                              |
| Tor             | Spiel | Datum      | Ort          | Gegner      | Stand | Endstand | Anlass                       |
| #1              | 2     | 25.09.2013 | Savièse      | Mexiko      | 4:0   | 4:0      | Valais Cup 2013              |
| #2              | 13    | 09.04.2014 | Brisbane     | Australien  | 1:1   | 1:2      | Freundschaftsspiel           |
| #3              | 20    | 26.09.2014 | Quito        | Argentinien | 5:0   | 6:0      | Südamerikameisterschaft 2014 |
| #4              | 64    | 07.12.2016 | Manaus       | Costa Rica  | 2:0   | 6:0      | Torneio Internacional 2016   |
| #5              | 97    | 08.10.2019 | Kielce       | Polen       | 2:0   | 3:1      | Freundschaftsspiel           |
| #6              | 130   | 02.09.2022 | Johannesburg | Südafrika   | 3:0   | 3:0      | Freundschaftsspiel           |
| #7              | 140   | 11.04.2023 | Nürnberg     | Deutschland | 1:0   | 2:1      | Freundschaftsspiel           |

## Erfolge
Nationalmannschaft
- Südamerikameisterin: 2014, 2018, 2022
- Goldmedaille bei den Panamerikanischen Spielen: 2015
- Gewinnerin des Vier-Nationen-Turniers in Brasilien: 2013, 2014, 2015, 2016, 2021
- Gewinnerin des Vier-Nationen-Turniers in China: 2017
- Silbermedaille bei den Olympischen Spielen: 2024

FC Santos
- Liga Nacional de Futebol Feminino: 2006
- Staatsmeisterin von São Paulo: 2007

Atlético Mineiro
- Staatsmeisterin von Minas Gerais: 2011

Centro Olímpico
- Brasilianische Meisterin: 2013

Fortuna Hjørring
- Dänische Meisterin: 2016, 2018
- Dänische Pokalsiegerin: 2016, 2019

Corinthians
- CONMEBOL Copa Libertadores: 2019, 2021, 2023
- Brasilianische Meisterin: 2020, 2021, 2022, 2023, 2024
- Brasilianischer Superpokal: 2022, 2023
- Staatsmeisterin von São Paulo: 2019, 2020, 2021, 2023
- Staatspokal von São Paulo: 2022

## Auszeichnungen
- Prêmio Craque do Brasileirão Mannschaft des Jahres: 2019[7], 2020[8], 2022[9]
- Bola de Prata – Mannschaft des Jahres: 2022[10], 2024[11]
- Samba Gold: 2023[12], 2024[13]

## Trivia
Im Juli 2015 wurde ihr bei einem Raubüberfall vor dem Elternhaus in Santo André die Goldmedaille der Panamerikanischen Spiele gestohlen, die ihr von der CBF mit einer Replik ersetzt wurde.